# Neel van der Elst
Neel van der Elst (17 september 1956 – 8 januari 2025) was de zangeres van de voormalige Amsterdamse newwaveband Neel. Later speelde zij in Etna Vesuvia & the Flames, Zinn Zinn et la Zizanie en (met een groot aantal andere bekende vrouwelijke Nederlandse muzikanten) in Girls Wanna Have Fun.
Neel zong al van jongs af aan in school-, jeugd- en kerkkoor. Tijdens de opname van het laatste nummer Something senseous van Neel ontmoette ze Wim T. Schippers, die haar direct inschakelde voor Ronflonflon.

## Etna Vesuvia
Het meest bekend werd zij als Etna Vesuvia in de radio-uitzendingen van Ronflonflon met Jacques Plafond, waarmee haar stem bijna wekelijks op Hilversum 3 te horen was. Etna Vesuvia is een heftige aanwezigheid (vulkanisch) van rood haar en vuurblauwe ogen. Voordat zij als Etna Vesuvia aan het programma meewerkte, was ze als zangeres van haar band Neel! te gast in het programma. Enkele weken later kwam ze terug als het typetje Etna Vesuvia, een combinatie van twee namen van vulkanen, de Etna en Vesuvius. 
Van Jan Vos en Etna Vesuvia verschenen in 1990 de single De biobak, de biobak en in 1992 de cd Tataboulou/In Volle Vaart (op de voorkant van de hoes is Edna merkwaardigerwijs met een d gespeld) met 22 nummers geschreven door Wim T. Schippers en Clous van Mechelen. De nummers zijn opgenomen in de periode 1988-1992 tijdens de theaterprogramma's Tataboulou en Vos & Vesuvia in volle vaart. Het programma Go = Gaan van het duo in 1992, onder regie van Dree Andrea moet de inbreng van Wim T. Schippers ontberen en is minder succesvol. Eén nummer van het duo kwam terecht op de cd Schippers in plafondvaart: Tafelrede van een kipschotel.
In 1999 richtte zij de band Etna Vesuvia & The Flames op met Arnold Smits, Dicky Schulte Nordholt, Marcel Schmidt en Rob Kruisman.

## Zinn Zinn et la Zizanie
Nadat begin 1991 Ronflonflon stopte, zong ze met De Izzies (vaste begeleidingsband van Ischa Meijer), als Zinn Zinn et la Zizanie in het radioprogramma Koning Zzakk in Muzykland (met Ton Feil als Koning Zzakk en verder onder meer Piet Adriaanse, Adeline van Lier en Theo van Gogh), waar ze als act ondeugende liedjes zong, geheel in lijn van het programma Ronflonflon, maar niet gebruikelijk op de woensdagmiddag-radio van Hilversum 3. In 1994 speelde Zinn Zinn et la Zizanie, samen met Bart de Ruiter (bas), Guus Westdorp (piano) en Joost van Son (accordeon), het programma De Vier Jaargetijden met Franse chansons (onder meer van Georges Brassens) in Nederlandse vertaling van Rogier Proper (die zij kende van Ronflonflon waarin hij als Jaap Knasterhuis optrad).
Het nummer Zweeds en Noors en Deens, haalt het tot het boek Ik ben blij dat ik je niet vergeten ben, het tweede deel van het standaardwerk over Nederlandse liedteksten van Vic van de Reijt. Het nummer is een vertaling van Trains and Boats and Planes van Burt Bacharach.

## Andere activiteiten
- In 1993 was Van der Elst op de radio te horen als interviewer/presentatrice in het programma Ekkel Horizontaal van Daan Ekkel[6].
- In 1995 was zij te zien met een gastoptreden in het televisieprogramma Luif van Marjan Luif.
- In 1997 was ze actief met Bob Fosko's Hakkûhbar en is ze te horen op de cd Vet Heftig. Ze is te zien en te horen in de clip Ratzekahl van Hakkûhbar.
- In 2003 sprak zij een stem in op het Franse animatieprogramma Spullenbeesten.
- Tussen 2003 en 2005 sprak zij de stem in van Krabbel in het kinderprogramma Bobo op Fox Kids/Jetix.
- Vanaf 2005 zong ze in de Oerolband, die jaarlijks een optreden geeft op het Oerol festival.
- In 2006 trad zij op in het muzikale theaterstuk De Dood van Poppaea en is ze Sirene in de gelijknamige kindervoorstelling in Science Center Nemo. Beide stukken zijn van Huba de Graaff.

Later trad zij nog af en toe op als Etna Vesuvia, deed commercials, kindertheater en was lid van de band Girls Wanna Have Fun.